# Buick Challenge
De Buick Challenge was een jaarlijks golftoernooi in de Verenigde Staten en maakte deel uit van de Amerikaanse PGA Tour. Het toernooi vond telkens plaats in de staat Georgia.

## Geschiedenis
In 1970 werd het toernooi opgericht als het Green Island Open Invitational en vond plaats op de Green Island Country Club in Columbus. In 1991 verhuisde het toernooi naar de Mountain View Course van de Callaway Gardens Resort in Pine Mountain. De laatste editie was in 2002.
Tussendoor werd de naam van het toernooi vier keer vernoemd: het Southern Open Invitational, in 1971, het Southern Open, in 1972, het Buick Southern Open, in 1990, en ten slotte de Buick Challenge, in 1995.
Het toernooirecord staat op de naam van Jonathan Byrd en dat deed hij in 2002, het laatste editie van dit toernooi.

## Winnaars
| Jaar                           | Baan                           | Stad                           | Winnaar                        | Score                          | Score                          | Info                                                                         |
| Green Island Open Invitational | Green Island Open Invitational | Green Island Open Invitational | Green Island Open Invitational | Green Island Open Invitational | Green Island Open Invitational | Green Island Open Invitational                                               |
| ------------------------------ | ------------------------------ | ------------------------------ | ------------------------------ | ------------------------------ | ------------------------------ | ---------------------------------------------------------------------------- |
| 1970                           | Green Island Country Club      | Columbus                       | Mason Rudolph                  | 274                            | –6                             |                                                                              |
| Southern Open Invitational     |                                |                                |                                |                                |                                |                                                                              |
| 1971                           | Green Island Country Club      | Columbus                       | Johnny Miller                  | 267                            | –13                            |                                                                              |
| Southern Open                  |                                |                                |                                |                                |                                |                                                                              |
| 1972                           | Green Island Country Club      | Columbus                       | Dewitt Weaver po               | 276                            | –4                             | Won de play-off van Chuck Courtney                                           |
| 1973                           | Green Island Country Club      | Columbus                       | Gary Player                    | 270                            | –10                            |                                                                              |
| 1974                           | Green Island Country Club      | Columbus                       | Forrest Fezler                 | 271                            | –9                             |                                                                              |
| 1975                           | Green Island Country Club      | Columbus                       | Hubert Green                   | 264                            | –16                            |                                                                              |
| 1976                           | Green Island Country Club      | Columbus                       | Mac McLendon                   | 274                            | –6                             |                                                                              |
| 1977                           | Green Island Country Club      | Columbus                       | Jerry Pate                     | 266                            | –14                            |                                                                              |
| 1978                           | Green Island Country Club      | Columbus                       | Jerry Pate                     | 269                            | –11                            |                                                                              |
| 1979                           | Green Island Country Club      | Columbus                       | Ed Fiori po                    | 274                            | –6                             | Won de play-off van Tom Weiskopf                                             |
| 1980                           | Green Island Country Club      | Columbus                       | Mike Sullivan                  | 265                            | –15                            |                                                                              |
| 1981                           | Green Island Country Club      | Columbus                       | J. C. Snead po                 | 271                            | –9                             | Won de play-off van Mike Sullivan                                            |
| 1982                           | Green Island Country Club      | Columbus                       | Bobby Clampett                 | 266                            | –14                            |                                                                              |
| 1983                           | Green Island Country Club      | Columbus                       | Ronnie Black po                | 271                            | –9                             | Won de play-off van Sam Torrance                                             |
| 1984                           | Green Island Country Club      | Columbus                       | Hubert Green                   | 265                            | –15                            |                                                                              |
| 1985                           | Green Island Country Club      | Columbus                       | Tim Simpson                    | 264                            | –16                            |                                                                              |
| 1986                           | Green Island Country Club      | Columbus                       | Fred Wadsworth                 | 269                            | –11                            |                                                                              |
| 1987                           | Green Island Country Club      | Columbus                       | Ken Brown                      | 266                            | –14                            |                                                                              |
| 1988                           | Green Island Country Club      | Columbus                       | David Frost po                 | 270                            | –10                            | Won de play-off van Bob Tway                                                 |
| 1989                           | Green Island Country Club      | Columbus                       | Ted Schulz                     | 266                            | –14                            |                                                                              |
| Buick Southern Open            |                                |                                |                                |                                |                                |                                                                              |
| 1990                           | Green Island Country Club      | Columbus                       | Kenny Knox po                  | 265                            | –15                            | Won de play-off van Jim Hallet                                               |
| 1991                           | Callaway Gardens Resort        | Pine Mountain                  | David Peoples                  | 276                            | –12                            |                                                                              |
| 1992                           | Callaway Gardens Resort        | Pine Mountain                  | Gary Hallberg                  | 278                            | –10                            |                                                                              |
| 1993                           | Callaway Gardens Resort        | Pine Mountain                  | John Inman po                  | 278                            | –10                            | Won de play-off van Bob Estes, Billy Andrade, Mark Brooks en Brad Bryant     |
| 1994                           | Callaway Gardens Resort        | Pine Mountain                  | Steve Elkington                | 272                            | –16                            |                                                                              |
| Buick Challenge                |                                |                                |                                |                                |                                |                                                                              |
| 1995                           | Callaway Gardens Resort        | Pine Mountain                  | Fred Funk                      | 272                            | –16                            |                                                                              |
| 1996                           | Callaway Gardens Resort        | Pine Mountain                  | Michael Bradley po             | 278                            | –10                            | Won de play-off van Davis Love III, John Maginnes, Len Mattiace en Fred Funk |
| 1997                           | Callaway Gardens Resort        | Pine Mountain                  | Davis Love III                 | 267                            | –21                            |                                                                              |
| 1998                           | Callaway Gardens Resort        | Pine Mountain                  | Steve Elkington po             | 267                            | –21                            | Won de play-off van Fred Funk                                                |
| 1999                           | Callaway Gardens Resort        | Pine Mountain                  | David Toms                     | 271                            | –17                            |                                                                              |
| 2000                           | Callaway Gardens Resort        | Pine Mountain                  | David Duval                    | 269                            | –19                            |                                                                              |
| 2001                           | Callaway Gardens Resort        | Pine Mountain                  | Chris DiMarco po               | 267                            | –21                            | Won de play-off van David Duval                                              |
| 2002                           | Callaway Gardens Resort        | Pine Mountain                  | Jonathan Byrd                  | 261                            | –27                            |                                                                              |

| Toernooirecord |  | po = winnaar na play-off |

84 Lumber Classic ·
500 Festival Open Invitation ·
Agua Caliente Open ·
Air Canada Championship ·
Alameda County Open ·
Alcan Open ·
All American Open ·
Almaden Open ·
American Golf Classic ·
Ardmore Open ·
Arlington Hotel Open ·
AT&T Classic ·
Atlanta Open ·
Azalea Open Invitational ·
B.C. Open ·
Bahama's Open ·
Bakersfield Open Invitational ·
Baton Rouge Open Invitational ·
Beaumont Open Invitational ·
Blue Ribbon Open ·
Booz Allen Classic ·
Buick Challenge ·
Buick Open ·
Cajun Classic Open Invitational ·
California State Open ·
Carling World Open ·
Centel Classic ·
Chattanooga Classic ·
Cleveland Open ·
Connecticut Open ·
Coral Gables Open Invitational ·
Coral Springs Open Invitational ·
CVS Charity Classic ·
Dallas Open ·
Danny Thomas-Diplomat Classic ·
Dapper Dan Open ·
De Soto Open Invitational ·
Denver Open Invitational ·
Doral Open ·
Dow Jones Open Invitational ·
Durham Open ·
Eastern Open ·
El Paso Open ·
Empire State Open ·
Esmeralda Open ·
Fig Garden Village Open Invitational ·
Florida Open ·
Fort Wayne Open ·
Frank Sinatra Open Invitational ·
Gasparilla Open ·
Gatlin Brothers-Southwest Golf Classic ·
Ginn sur Mer Classic ·
Chicago Open ·
Glens Falls Open ·
Golden Gate Championship ·
Goodall Palm Beach Round Robin ·
Greater St. Louis Golf Classic ·
Gulfport Open ·
Haig Open Invitational ·
Hale America National Open Golf Tournament ·
Hall of Fame Golf Classic ·
Hershey Open ·
Hesperia Open Invitational ·
Houston Open ·
Indian Ridge Hospital Open Invitational ·
Inverness Invitational Four-Ball ·
Jacksonville Open ·
Kansas City Open ·
Kentucky Derby Open ·
Knoxville Invitational ·
La Gorce Open ·
Labatt Open ·
Liggett & Myers Open ·
Long Beach Open ·
Long Island Open ·
Lucky International Open ·
Maryland Open ·
Massachusetts Open ·
Mayfair Inn Open ·
Memphis Invitational ·
Metropolitan Open ·
Metropolitan PGA Championship ·
Miami Beach Open ·
Miami International Four-Ball ·
Miami Open ·
Michelob Championship at Kingsmill ·
Michigan Golf Classic ·
Milwaukee Open Invitational ·
Milwaukee Open ·
Mobile Sertoma Open Invitational ·
Motor City Open ·
Mountain View Open ·
National Airlines Open Invitational ·
National Celebrities Open ·
National Team Championship ·
New Jersey PGA Championship ·
New Jersey State Open ·
New York State Open ·
North and South Open ·
Northern California Open ·
Oakland Open ·
Ohio Kings Island Open ·
Ohio Open ·
Oklahoma City Open Invitational ·
Oklahoma Open ·
Ontario Open ·
Orange County Open Invitational ·
Oregon Open ·
Pasadena Open ·
Pennsylvania Open Championship ·
Pensacola Open ·
Pepsi Championship ·
Philadelphia Daily News Open ·
Philadelphia Golf Classic ·
Philadelphia Inquirer Open ·
Philadelphia Open ·
Portland Open Invitational ·
Reading Open ·
Rebel Yell Open ·
Rio Grande Valley Open ·
Robinson Open ·
Rubber City Open Invitational ·
Sacramento Open ·
Sahara Invitational ·
Seattle Open Invitational ·
Sioux City Open ·
Southern (Spring) Open ·
St. Paul Open ·
St. Petersburg Open Invitational ·
Sunset-Camellia Open Invitational ·
Sunshine Open Invitational ·
Tacoma Open ·
The International ·
Thomasville Open ·
Thunderbird Classic ·
Thunderbird Invitational ·
Tournament of the Gardens Open ·
Tucson Open ·
Turning Stone Resort Championship ·
US Bank Championship in Milwaukee ·
US Professional Match Play Championship ·
Utah Open ·
Virginia Beach Open ·
Virginia Open ·
Waco Turner Open ·
Walt Disney World Golf Classic ·
West End Classic ·
West Palm Beach Open Invitational ·
Westchester Open ·
Western Open ·
White Sulphur Springs Open ·
Wisconsin State Open ·
World Championship of Golf ·
Yorba Linda Open Invitational